# Château de Chaumont (Oyé)
Pour les articles homonymes, voir Château de Chaumont.
Le château de Chaumont est situé sur la commune d'Oyé en Saône-et-Loire en France.
Il est classé à l'Inventaire supplémentaire des monuments historiques (ISHM).

## Description

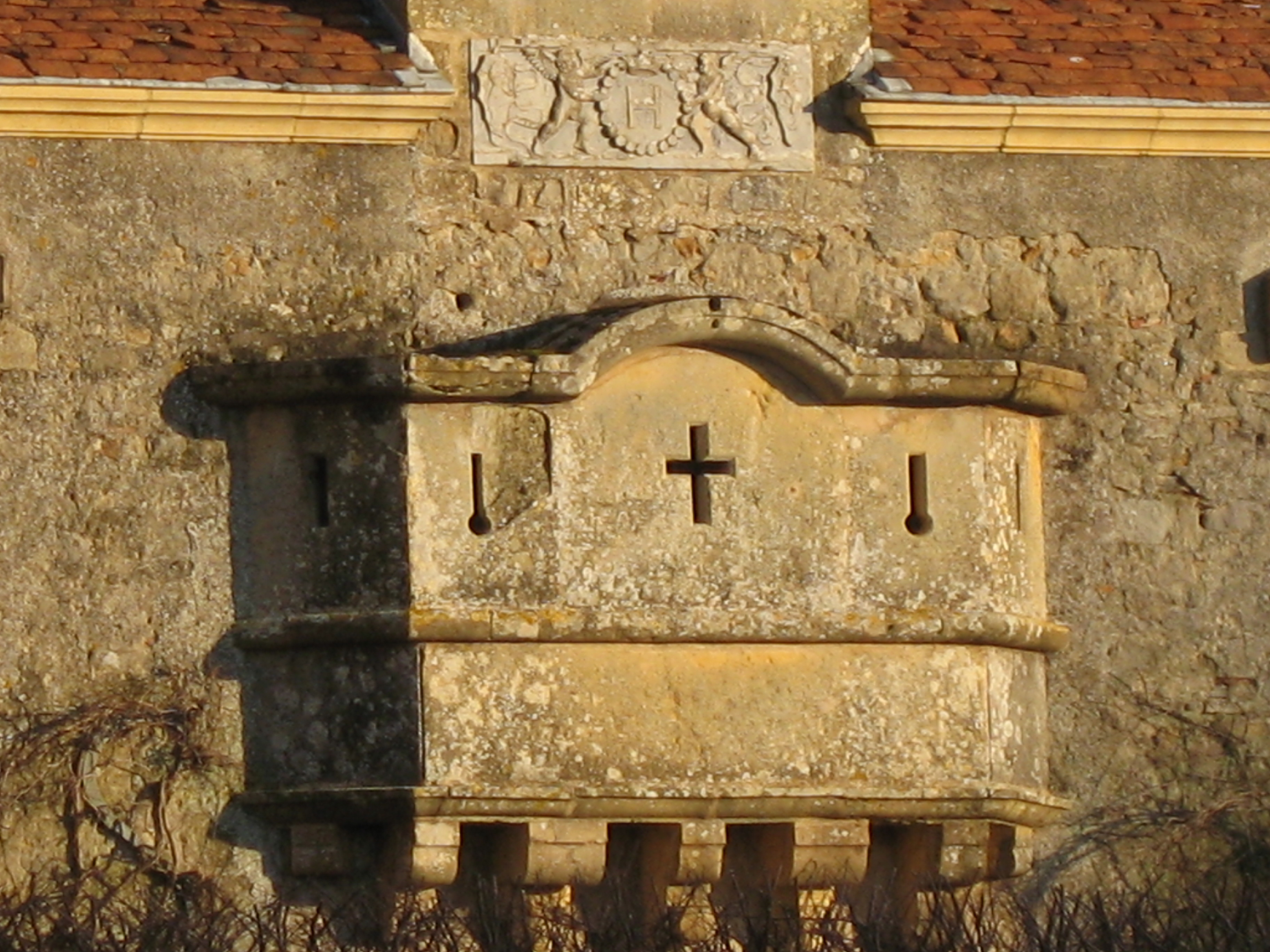
Château de Chaumont - détail

Le château, de plan en U, est situé au cœur d'un parc paysager de près de 7 hectares. Il comporte un corps central sur deux niveaux, flanqué, sur les angles de sa façade extérieure, de deux tours carrées et, sur ceux de sa façade sur cour, de deux gros pavillons que prolongent deux ailes en retour d'équerre. Ces ailes sont elles-mêmes complétées chacune par un pavillon implanté sur leur angle extérieur. Une aile abrite une chapelle, couverte d'une voûte lambrissée, et une grande salle d'apparat décorée de lambris  et d'une fresque sur trois pans de murs. "Les façades de la bâtisse présentent un abondant décor sculpté : encadrements des ouvertures moulurés, archivoltes, bas-reliefs, médaillons, statues en ronde-bosse".
Le bâtiment du XVe siècle, provenant de Moulin-l'Arconce, a été rebâti dans l'alignement du corps principal.
Une allée s'allonge entre des plates-bandes ponctuées d'ifs taillés, de centaures chevauchés par des amours et de vases d'ornement. Une grille dissimule une charmille taillée en arc de triomphe. Des parterres gazonnés, dans un parc décoré de statues et d'arbustes taillés, entourent l'ensemble.
Le château est une propriété privée. La grande salle, la chapelle et le parc sont ouverts au public au mois d'août.

## Historique

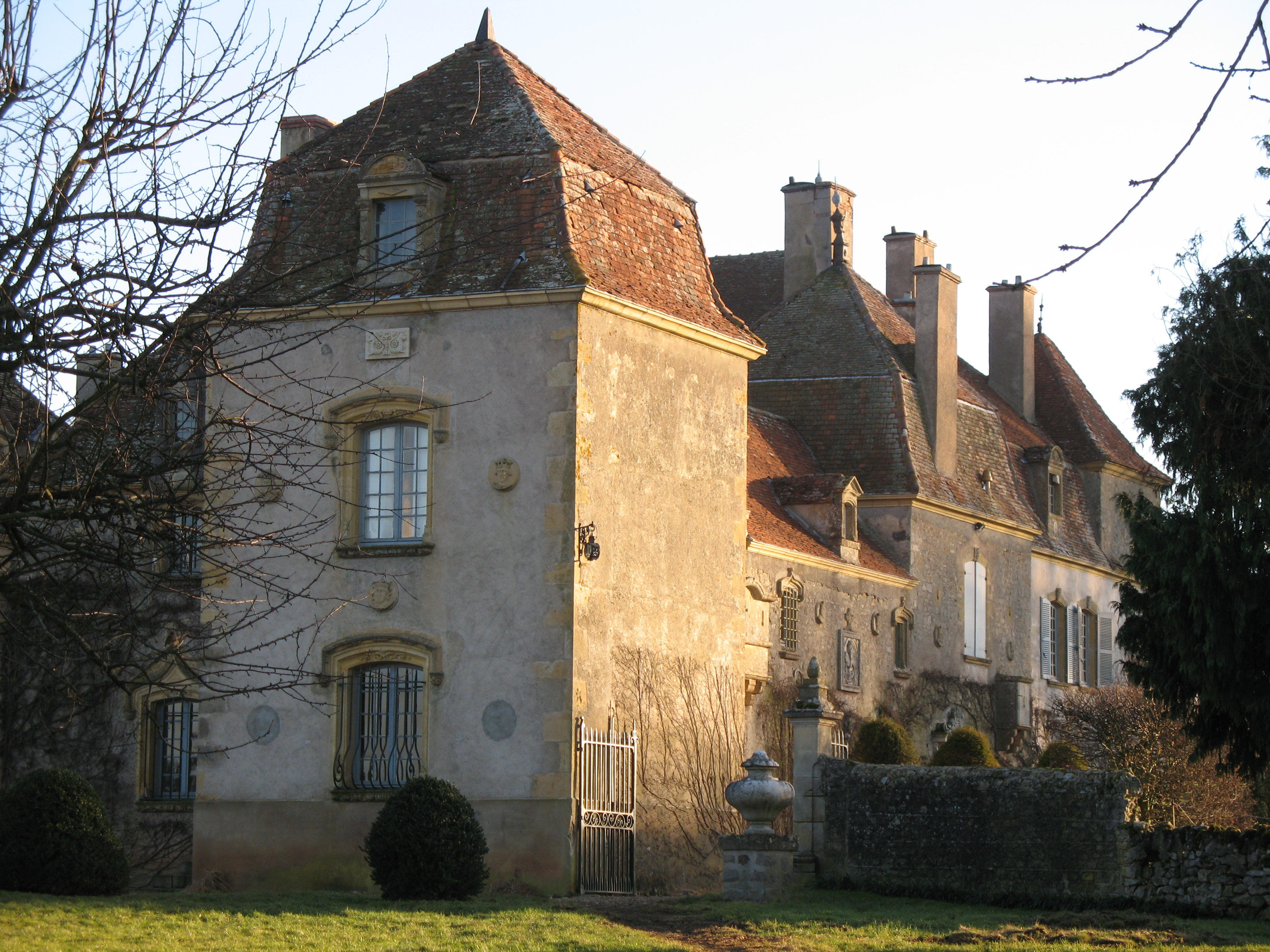
Le château de Chaumont.

- 1638 : domaine de l'abbaye de Cluny, si la seigneurie est vendue à Hector Andrault de Langeron, marquis de Maulévrier (grand-père du maréchal de France Jean-Baptiste Louis Andrault de Maulévrier), qui avait acquis deux ans auparavant la seigneurie d'Oyé, la maison ne le fut pas.
- Après 1748, Jean Circaud, secrétaire du roi et promoteur avec son cousin Emilliand Mathieu de l'embouche dont sortira la race charolaise, fera édifier la demeure actuelle.
- 1818 : Mariage de Jules du Marais avec Elisa Circaud de Chaumont. La propriété passe à la famille du Marais qui la possède toujours.
- XIXe siècle : le Baron Albert du Marais transforme la grange du XVIe siècle en salle de réception en transportant les cheminées, les fenêtres et la tour d'escalier du château de Moulin l'Arconce.

## Annexe